# Región de Tandjilé
La Región de Tandjilé es una de las 23 regiones administrativas de la República de Chad. Su ciudad capital es la ciudad de Laï.

## Territorio y población
Su superficie abarca un territorio de 18.045 km². Su población total es de 682.817 personas (datos de 2009).

## Subdivisiones
La región de Tandjilé se encuentra dividida en tres departamentos:
| Departamento    | Capital | Subprefecturas                              |
| --------------- | ------- | ------------------------------------------- |
| Tandjilé Centre | Béré    | Béré, Delbian, Tchoua                       |
| Tandjilé Est    | Laï     | Laï, Déréssia, Dono-Manga, Guidari, N'Dam   |
| Tandjilé Ouest  | Kélo    | Kélo, Dafra, Dogou, Batchoro, Bologo, Kolon |

## Grupos étnicos
Los grupos étnicos predominantes en esta región son los marba (19.85%), los nangtchéré (13.62%), luego los lélé (13.93%), los ngambay (12.62%) y por último los gabri (10.61%).